# 波利犬
波利犬（匈牙利語：Puli，複數形為），犬種之一，一種小形或中形犬。最早源自匈牙利，被用來保護牲畜。其外觀最大的特徵，是如同粗繩般的毛髮，這層粗厚的毛皮可以達到防水的效果。外觀類似於可蒙犬。

## 歷史

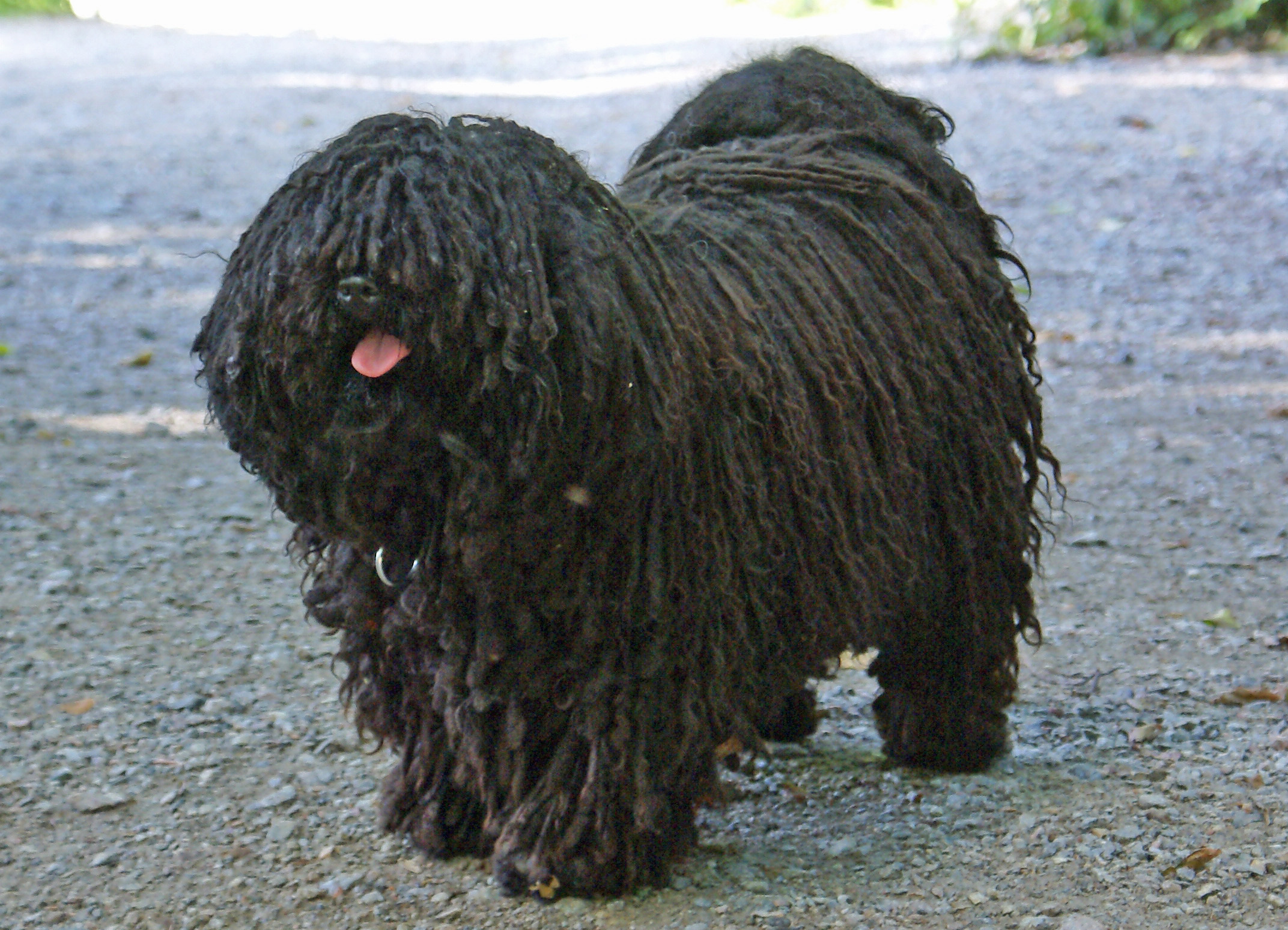
被當成牧羊犬的波利犬

這個犬種起源自匈牙利，距今約一千年前，馬札爾人由中亞草原移入匈牙利時，將波利犬帶至匈牙利。最早被匈牙利人當成牧羊犬來使用，后因该犬种的服从性高也被训练作警犬用。